# Jules Jakob
Jules Jakob (* 1. Juli 1925 in Urnäsch; † 12. Dezember 1984 in Bern; heimatberechtigt in Trogen) war ein Schweizer Ingenieur und Direktor des Eidgenössischen Amts für Strassen- und Flussbau aus dem Kanton Appenzell Ausserrhoden.

## Leben
Jules Jakob war ein Sohn von Julius Jakob und Emma Langenegger. Im Jahr 1953 heiratete er Anna Marie Schweizer.
Er besuchte die Kantonsschule Trogen. Bis 1948 absolvierte er ein Ingenieurstudium an der Eidgenössischen Technischen Hochschule Zürich. Er arbeitete als Assistent am Lehrstuhl für Eisenbeton- und Brückenbau. Er machte eine Weiterbildung am Centre National de la Recherche Scientifique in Paris. 
Er war als Ingenieur beim Pariser Unternehmen Entreprises Boussiron auf dem Gebiet der Verkehrs- und Hafenbauten tätig.
Von 1952 bis 1953 arbeitete er als Ingenieur des städtischen Tiefbauamts und ab 1953 bis 1955 als stellvertretender Stadtingenieur von St. Gallen. Von 1955 bis 1972 war er als Stadtingenieur von Luzern tätig. Ab 1972 bis 1984 stand er als Direktor dem Eidgenössischen Amt für Strassen- und Flussbau vor. In seiner Amtszeit hat sich Jakob vor allem für die Verwirklichung des Nationalstrassennetzes eingesetzt. Er war Vizepräsident der Vereinigung Schweizerischer Strassenfachleute.